# Cynthia Nixon
Cynthia Ellen Nixon (n. 9 aprilie 1966, New York City, New York, SUA) este o actriță americană. Ea este cunoscută pentru rolul lui Miranda Hobbes din serialul Totul despre sex (1998-2004) difuzat de HBO, pentru care a câștigat Premiul Emmy în 2004. A fost nominalizată la cinci Globuri de Aur.

## Viața timpurie
Nixon s-a născut în New York City, New York, ca fiica lui Anne Elizabeth (născută Knoll; 1930–2012), originară din Chicago, Illinois, și Walter E. Nixon, Jr., un jurnalist de radio din Texas. Nu există nici o legătură de rudenie cu președintele Richard Nixon. Ea a absolvit Colegiul Hunter și a urmat cursurile Colegiului Barnard. În primăvara anului 1986, ea a studiat în străinătate prin Semester at Sea.

## Filmografie

### Filme
| An   | Titlu                           | Rol                      | Note        |
| ---- | ------------------------------- | ------------------------ | ----------- |
| 1980 | Little Darlings                 | Sunshine Walker          |             |
| 1981 | Tattoo                          | Cindy                    |             |
| 1981 | Prince of the City              | Jeannie                  |             |
| 1983 | I Am the Cheese                 | Amy Hertz                |             |
| 1984 | Amadeus                         | Lorl                     |             |
| 1986 | The Manhattan Project           | Jenny Anderman           |             |
| 1987 | O.C. and Stiggs                 | Michelle                 |             |
| 1988 | The Murder of Mary Phagan       | Doreen                   |             |
| 1989 | Let It Ride                     | Evangeline               |             |
| 1993 | The Pelican Brief               | Alice Stark              |             |
| 1993 | Addams Family Values            | Heather                  |             |
| 1993 | Through an Open Window          | Nancy Cooper             | Scurtmetraj |
| 1994 | Baby's Day Out                  | Gilbertine               |             |
| 1996 | Marvin's Room                   | Retirement Home Director |             |
| 2000 | Papa's Angels                   | Sharon Jenkins           |             |
| 2001 | Advice From a Caterpillar       | Missy                    |             |
| 2002 | Igby Goes Down                  | Mrs. Piggee              |             |
| 2005 | Little Manhattan                | Leslie Burton            |             |
| 2006 | One Last Thing...               | Carol                    |             |
| 2007 | The Babysitters                 | Gail Beltran             |             |
| 2008 | Sex and the City: The Movie     | Miranda Hobbes           |             |
| 2009 | Lymelife                        | Melissa Bragg            |             |
| 2009 | An Englishman in New York       | Penny Arcade             |             |
| 2010 | Sex and the City 2              | Miranda Hobbes           |             |
| 2011 | Rampart                         | Barbara                  |             |
| 2014 | 5 Flights Up                    | Lilly                    |             |
| 2015 | Stockholm, Pennsylvania         | Marcy Dargon             |             |
| 2015 | James White                     | Gail White               |             |
| 2015 | The Adderall Diaries            | Jen Davis                |             |
| 2016 | A Quiet Passion                 | Emily Dickinson          |             |
| 2017 | The Only Living Boy in New York | Judith Webb              |             |

## Legături externe
- Cynthia Nixon la Internet Movie Database
- en Cynthia Nixon la Internet Broadway Database
- en Cynthia Nixon la Internet Off-Broadway Database